# 自由251
自由251（英語：Freedom 251）是由印度手机厂商铃响公司（英語：Ringing Bells Private Limited）推出的一款智能手机。手机于2016年2月17日发布，18日正式发售，号称“全球最便宜的智能手机”，售价251印度卢比（约合3.7美元）。

## 历史
“铃响公司”成立于2015年9月。四个多月后，该公司宣布，将销售一款“全球最便宜的智能手机”。手机型号为“自由251”，价格将不高于500卢比（约合7.3美元），并于2016年2月17日正式发布，并于次日正式发售。包括时任印度国防部长在内的多名政要出席了“自由251”的新品发布会。由于其官网点击量太大，网站一度崩溃，目前已停止接受订单，而网上预訂量已经达到7,350万台。

## 产品特性
“自由251”采用Android 5.1 Lollipop操作系统，机身内存8GB，可以插入SD卡扩展内存（最大32GB），双卡双待。手机背部配有320万像素摄像头，前置30万像素摄像头，安装了高通1.3GHz四核处理器，4英寸显示屏，內置應用程式包括WhatsApp、Facebook和YouTube等。
该机整机外形与iPhone 5s高度相似，系统界面也与iOS如出一辙，部分应用的图标甚至与iOS部分内置应用的图标完全一样。机身背面为印度国旗图案及“Freedom 251”字样。

## 争议
“自由251”一推出，便被质疑抄袭iPhone的设计。铃响公司技术主管维卡斯·沙玛（Vikas Sharma）在接受《印度斯坦时报》采访时承认，“自由251”使用了苹果的UI设计，但他辩称：“苹果并没有为iOS图标申请专利，这就是我们使用和iOS一样图标的原因。”对此，《印度斯坦时报》评论称“这简直是谬论”，因为苹果几乎为其所有东西都申请了专利，所以手机应用程序的图标当然也包含在内。
另外，《印度斯坦时报》记者发现，“自由251”生产商其实是中资企业Adcom公司，铃响公司将机身的“Adcom”标志用涂改液蓋住。“自由251”并非如铃响公司所宣传的那样是印度国产手机，而是一款贴牌中国产“山寨机”。被指为“自由251”“原型”的Adcom Ikon4手机在印度的售价为4,000卢比（约合58.4美元）。有媒体怀疑“自由251”用的是Adcom设备的旧组件。而对于“被贴牌”一事，Adcom方面表示“不知情”。
“自由251”的成本为1,719卢比（约合25美元），而其售价远低于制造成本，被认为是得到了印度政府的“巨大支持”，获取了大量政府补贴。但该机上市时未获得印度标准局（Bureau of Indian Standards）的认证，铃响公司甚至还因此遭到了印度政府相关部门的搜查。